# قضاء عين الباشا
قضاء عين الباشا قضاء يقع في لواء عين الباشا، محافظة البلقاء في الأردن. ينتمي القضاء للواء عين الباشا الذي يضم قضاء واحد. يقدر عدد سكانه بـ 176726 نسمة حسب إحصاء 2015.

## الوصلات الخارجية
- دائرة الاحصاءات العامة